# ViTrains
La ViTrains è un'azienda produttrice di modellini ferroviari in Scala H0 fondata nel 2005 a Costabissara.

## Storia
L'azienda venne fondata nel maggio 2005 da tecnici provenienti dalla Lima.